# Polkowice
Polkowice ( uitspraakⓘ; Duits: Polkwitz; 1937–1945: Heerwegen) is een stad in het Poolse woiwodschap Neder-Silezië, gelegen in de powiat Polkowicki. De oppervlakte bedraagt 23,75 km², het inwonertal 22.297 (2005).

## Geschiedenis
Tot 1742 behoorde de stad met gemengd katholiek-protestantse en gemengd Poolse en Duitse bevolking bij het Oostenrijkse Keizerrijk. Toen werd geheel Silezië bij het koninkrijk Pruisen gevoegd, en later bij het Duitse Rijk. In 1945 werd het merendeel van de bevolking verdreven of vermoord nadat de stad aan de nieuwe Poolse staat was toegewezen.

## Verkeer en vervoer
- Station Polkowice

## Geboren in Polkowice/Polkwitz
- Frà Cyprian, broeder Cyprianus, burgernaam: Franz Xaver Jaschke (1724–1775) – botanicus, monnik en arts.
- Martin Schwarzbach (7 december 1907 - 24 december 2003) – geoloog.
- Fritz Thiel (17 Augustus 1916 - 13 mei 1943) – Duits verzetsman tegen het Hitler-regime.